# Kenyentulus beibeiensis
Kenyentulus beibeiensis är en urinsektsart som beskrevs av Yinquiu Tang och Yin 1987. Kenyentulus beibeiensis ingår i släktet Kenyentulus och familjen lönntrevfotingar. Inga underarter finns listade i Catalogue of Life.